# Індекс Перля
Індекс Перля (імовірність вагітності) — показник ефективності методів контрацепції. Чим вище індекс, тим більша імовірність вагітності. Так, при незахищеному коїтусі без контрацептивів індекс становить 80-85 %. Найнадійнішим методом контрацепції є вазектомія (0,1 %).
Введений Реймондом Перля (1879—1940) в 1933 і залишався популярним понад 80 років, значною мірою через простоту розрахунку.
Індекс Перля має першочергово враховуватись при виборі методу контрацепції.

## Обчислення
Індекс Перля дорівнює числу незапланованих вагітностей протягом одного року у 100 жінок, які використовують один метод контрацепції, і характеризує контрацептивну дію методу. Наприклад, якщо за рік 3 жінки зі 100 в результаті постійного сексуального життя і використання однакової контрацепції завагітніли, індекс Перля дорівнюватиме 3.
Слід відрізняти ефективність використання методу й ефективність методу. Для першого терміна в підрахунок беруться вагітності, що настали через коректне і неправильне застосування методу контрацепції, в другому ж випадку — тільки коректне застосування певного методу контрацепції. Очевидно, індекс Перля в першому випадку перевищуватиме індекс для другого випадку.
Таким чином, індекс Перля залежить від досвідченості партнерів і партнерок у користуванні контрацептивами.

## Показники
Попри поширену впевненість у його дієвості, перерваний статевий акт є найменш ефективним методом попередження вагітності: третина жінок вагітніють попри його використання. Це можливо, оскільки сперматозоїди містяться не тільки в еякуляті, а й в передеякуляті (смегма). Крім того, успішність методу практично цілком залежить від психологічного стану, самоконтролю та добросовісності партнера.
| Метод                             | Хто використовує | Типове використання | Ідеальне використання |
| --------------------------------- | ---------------- | ------------------- | --------------------- |
| Жодної контрацепції               | Чоловік і жінка  | 85 %                | 85 %                  |
| Перерваний статевий акт           | Чоловік          | 27 %                | 4 %                   |
| Календарний метод                 | Жінка            | 12-25 %             | 9 %                   |
| Презерватив (жіночий)             | Жінка            | 21 %                | 5 %                   |
| Презерватив                       | Чоловік          | 18 %                | 2 %                   |
| Таблетки тільки з прогестином     | Жінка            | 13 %                | 1,1 %                 |
| Мембрана і сперміциди             | Жінка            | 12 %                | 6 %                   |
| Вагінальне кільце                 | Жінка            | 9 %                 | 0,3 %                 |
| Комбіновані оральні контрацептиви | Жінка            | 8 %                 | 0,3 %                 |
| Пластир                           | Жінка            | 8 %                 | 0,3 %                 |
| Метод лактаційної аменореї        | Жінка            | 7.5 %               |                       |
| Депо-провера                      | Жінка            | 6 %                 | 0,2 %                 |
| Мідна ВМС                         | Жінка            | 0,8 %               | 0,6 %                 |
| Стерилізація (жінки)              | Жінка            | 0,5 %               | 0,5 %                 |
| Гормональна ВМС                   | Жінка            | 0,2 %               | 0,2 %                 |
| Вазектомія (чоловіки)             | Чоловік          | 0,15 %              | 0,10 %                |
| Імплантат                         | Жінка            | 0,05 %              | 0,05 %                |

° Вказано найвищі зі значень індексу.